# 다케다촌 (지바현)
다케다촌(健田村)은 지바현 아와군에 일찍이 존재했던 촌이다. 현재의 미나미보소시 동부에 해당한다.

## 역사
- 1889년 4월 1일 - 정촌제 시행에 의해 아사이군 나나우라촌이 성립하였다.
- 1897년 4월 1일 - 아사이군이 폐지되어 아와군이 되었다.
- 1954년 4월 1일 - 지쿠라정, 나나우라촌과 합병해 새로운 지쿠라정이 신설되어, 동일 다케다촌은 폐지되었다.

## 교통

### 철도
- 국철（현 JR동일본）
  - 소토보선